# 프레리 홈 컴패니언
《프레리 홈 컴패니언》(영어: A Prairie Home Companion)은 2006년에 개봉한 미국의 영화이다.

## 줄거리
미네소타주 세인트폴에서 오랫동안 방영된 라이브 라디오 버라이어티 쇼인 "프레리 홈 컴패니언"은 청취자들에게는 마지막 방송이 될 것임을 알리지 않은 채 준비된다. 라디오 방송국의 새로운 모회사는 쇼의 본거지인 유서 깊은 피츠제럴드 극장을 철거할 예정이며, 쇼를 살릴지 말지 결정하기 위해 "도끼맨"을 파견했다.
음악 공연 중간에, 사설 탐정 가이 느와르(케빈 클라인)의 감시 아래, 쇼의 거주민들은 어울리고 과거를 회상한다. 여기에는 노래하는 존슨 걸즈, 욜란다(메릴 스트립), 그녀의 여동생 론다(릴리 톰린), 그리고 딸 롤라(린제이 로한); 카우보이 듀오 더스티(우디 해럴슨)와 레프티(존 C. 라일리); 임신한 PA 몰리(마야 루돌프); 무대 감독, 분장사, 음향 효과맨(실제 라디오 연기단 멤버인 팀 러셀, 수 스콧, 톰 키스); 그리고 쇼의 창작자이자 진행자인 개리슨 케일러(종종 "GK"라고 불린다)가 포함된다.
쇼에는 백색 트렌치코트를 입은 이 세상 사람이 아닌 "위험한 여인"(버지니아 매드슨)이 방문하는데, 그녀는 과거 방송을 듣다가 교통사고로 사망한 청취자 로이스 피터슨으로 밝혀진다. 이제 그녀는 아스포델이라는 천사로 돌아와 쇼의 종영과 무대 뒤에서 노인 척 에이커스(L. Q. 존스)의 죽음에 대해 출연진과 스태프를 위로한다.
도끼맨(토미 리 존스)이 도착하여 쇼가 너무 구식이라 계속 방영할 수 없다고 신속히 선언한다. 아스포델은 그를 극장에서 불행한 죽음으로 이끌지만, 쇼는 여전히 취소된다.
몇 년 후, 전 출연진은 미키스 다이너에 다시 모여 고별 투어를 계획한다. 그들의 활기찬 대화는 아스포델이 식당에 들어서자 잠시 멈춘다.

## 한국판 성우진(KBS)
- 김세한 - 가이 르와느(케빈 클라인)
- 장유진 - 욜린다(메릴 스트립)
- 이정구 - 더스티(우디 해럴슨)
- 설영범 - 크루넷(토미 리 존스)
- 최문자 - 론다(릴리 톰린)
- 이장원 - 케일러(게리슨 케일러)
- 오세홍 - 무대감독(팀 러셀)
- 유남희 - 천사(버지니아 매드슨)
- 유지원 - 롤라(린제이 로한)
- 장우영 - 몰리(마야 루돌프)
- 서문석 - 레프티(존 C. 라일리)
- 장승길 - 척 에이커스(L. Q. 존스)